# Кулевчинское сельское поселение
Кулевчинское се́льское поселе́ние — муниципальное образование в Варненском районе Челябинской области Российской Федерации. В рамках административно-территориального устройства муниципальное образование  соответствует административно-территориальной единице Кулевчинский сельсовет.
Административный центр — село Кулевчи.

## История
Статус и границы сельского поселения установлены Законом Челябинской области от 9 июля 2004 года № 240-ЗО «О статусе и границах Варненского муниципального района и сельских поселений в его составе».

## Население
| 2002  | 2010  | 2011  | 2012  | 2013  | 2014  | 2015  |
| ----- | ----- | ----- | ----- | ----- | ----- | ----- |
| 2231  | ↘1849 | ↘1843 | ↘1779 | ↘1698 | ↘1608 | ↘1517 |
| 2016  | 2017  | 2018  | 2019  | 2020  | 2021  |       |
| ↘1490 | ↘1470 | ↘1467 | ↘1429 | ↘1396 | ↘1251 |       |

## Состав сельского поселения
| № | Населённый пункт | Тип населённого пункта       | Население |
| - | ---------------- | ---------------------------- | --------- |
| 1 | Владимировка     | село                         | ↘394      |
| 2 | Кинжитай         | посёлок                      | ↘88       |
| 3 | Кулевчи          | село, административный центр | ↘1127     |
| 4 | Новокулевчи      | посёлок                      | ↘240      |